# Shihohai
Shihohai (四方拝) é um kata do caratê, cujo nome faz referência a um rito de celebração do Ano novo.

## História
O fundador do estio Chito-ryu, Tsuyoshi Chitose, teria aprendido o kata com Chomo Hanashiro, seu instrutor direto, ou com o mestre Seisho Aragaki. Outros dizem que o kata teria sido criado por Chitose mesmo nos idos da década de 1950.

## Características
É um kata curto. Seus primeiros kyodo, como o nome indica, alternam quatro golpes em ângulos de 90º.